# 28825 Bryangoehring
28825 Bryangoehring è un asteroide della fascia principale. Scoperto nel 2000, presenta un'orbita caratterizzata da un semiasse maggiore pari a 2,6816162 UA e da un'eccentricità di 0,1291894, inclinata di 6,68257° rispetto all'eclittica.